# Dansk Meteorologisk Selskab
Dansk Meteorologisk Selskab (forkortet DaMS) er en dansk forening der blev stiftet i 1979. Foreningens to hovedaktiviteter er medlemsbladet Vejret og foredrag om meteorologiske emner, der er oppe i tiden. Derved arbejder de for at fremme kendskabet til meteorologi og klima. Foreningen tæller ca. 400-500 medlemmer.
Dansk Meteorologisk Selskab er medlem af den fælleseuropæiske organisation European Meteorological Society.

## MedlemsbladetVejret
DaMS publicerer hvert kvartal tidskriftet Vejret med artikler om vejrbegivenheder og klimatologi. De fleste af historierne omhandler danske og grønlandske forhold, men der er også historier om globale vejr- og klima-begivenheder.